# Rendez-vous avec Kevin Razy
 (mai 2018).
Si vous disposez d'ouvrages ou d'articles de référence ou si vous connaissez des sites web de qualité traitant du thème abordé ici, merci de compléter l'article en donnant les références utiles à sa vérifiabilité et en les liant à la section « Notes et références ».
 (décembre 2020).
- Si vous ne connaissez pas le sujet, laissez ce bandeau (vous pouvez alors contacter les auteurs).
- Si vous supprimez le contenu mis en cause (vous pouvez préalablement contacter les auteurs),

argumentez précisément cette suppression dans la page de discussion
(un manque de référence n'est pas un argument ; une recherche réelle de référence doit avoir été effectuée, être formellement documentée).
Rendez-vous avec Kevin Razy est une émission de divertissement hebdomadaire française créée par Kevin Razy et Mourad Moqaddem. Elle est animée par Kevin Razy et est diffusée sur Canal+ à partir du 20 février 2017.
Alors que l’émission réalise de bons résultats d’audience (donnant lieu à une seconde saison avec une durée allongée et un entretien avec une personne faisant l’actualité invitée), elle est paradoxalement arrêtée[Quand ?] et ce, sans raison officielle ; l’origine de cet arrêt serait la parodie régulière d’une émission de polémiques d’une autre chaîne du groupe Canal, que son animateur n’aurait pas appréciée (même raison que pour l’éviction de Canal+ de Sébastien Thoen, fin 2020).
Le 22 décembre 2022, Kevin Razy annonce le retour de son émission en postant un teaser sur les réseaux sociaux. Celui-ci sera fait désormais de manière indépendante et deux fois par mois sur la plateforme de vidéos Youtube. Le 2 janvier 2025, via une annonce faite sur les réseaux sociaux, la Web TV Le Média annonce un nouveau come-back de Kevin Razy, qui va entièrement le concept des Rendez-Vous.

## Concept
Sur le principe des late-night shows américains, Kevin Razy tourne en dérision l'actualité et les faits de société du moment et reçoit sur son plateau des invités de divers horizons.  
L'émission de 22 minutes s'ouvre habituellement sur un court monologue de Kevin Razy relatant un fait marquant de l'actualité. La deuxième partie de l'émission traite d'un fait de société par l'analyse, entre autres, de son traitement médiatique. La troisième partie de l'émission est consacrée à l'interview d'un invité.
Rendez-vous avec Kevin Razy est un journal télévisé satirique qui emprunte ses codes essentiellement au Daily Show de Jon Stewart. 

## Le petit RDV
En septembre 2018, une déclinaison de l'émission naît sur Canal+, sous le nom de « Le petit RDV ».  
Chaque jour, un nouvel épisode animé par Kevin Razy traite un sujet de l'actualité.  

## Historique
L'émission est née le 16 octobre 2016 sur YouTube avec un pilote de 13 minutes sur le djihadiste franco-algérien Rachid Kassim,. Le second épisode, également diffusé sur la plateforme YouTube, traite du vote en France à six mois des élections présidentielles.  
À la suite de ces deux épisodes, Canal+ décide de diffuser la première saison de l'émission sur le même format à partir du 20 février 2017. L'émission dure 13 minutes et ne traite que d'un seul sujet. Cette première saison sur la chaîne cryptée compte 14 épisodes. Après le succès de l’émission, la seconde saison compte 22 épisodes et le format change : l'émission est allongée pour y accueillir un invité en seconde partie.

## Invités
Les invités de l'émission sont tous compris dans un large spectre culturel : écrivains, acteurs, musiciens, auteurs, sportifs, personnalités politiques, etc. 
| Saison | Émission n° | Invité(e)              | Métier                             |
| ------ | ----------- | ---------------------- | ---------------------------------- |
| 2      | 1           | Natacha Polony         | Journaliste et essayiste           |
| 2      | 2           | Monique Pinçon-Charlot | Sociologue                         |
| 2      | 3           | Lina El Arabi          | Actrice                            |
| 2      | 4           | Lilian Thuram          | Footballeur                        |
| 2      | 5           | Pierre Niney           | Acteur                             |
| 2      | 6           | Hamza Rachid Taha      | Rappeur Chanteur                   |
| 2      | 7           | Jérémy Ferrari         | Humoriste                          |
| 2      | 8           | André Manoukian        | Compositeur                        |
| 2      | 9           | Olivier Baroux         | Réalisateur et acteur              |
| 2      | 10          | Faïza Guène            | Écrivaine                          |
| 2      | 11          | Camille Chamoux        | Comédienne                         |
| 2      | 12          | Aymeric Caron          | Journaliste et écrivain            |
| 2      | 13          | Leïla Bekhti           | Actrice                            |
| 2      | 14          | Malik Bentalha         | Acteur                             |
| 2      | 15          | Céline Tran            | Actrice                            |
| 2      | 16          | Axelle Laffont         | Actrice et réalisatrice            |
| 2      | 17          | Marwa Loud             | Rappeuse                           |
| 2      | 18          | Didier Bourdon         | Acteur                             |
| 2      | 19          | Jean-Paul Gaultier     | Styliste                           |
| 2      | 20          | Gad Elmaleh            | Humoriste                          |
| 2      | 21          | Thomas Ngijol          | Humoriste                          |
| 2      | 22          | Arielle Dombasle       | Actrice, chanteuse et réalisatrice |